# Sân bay Jardines del Rey

Sân bay Jardines del Rey (IATA: CCC, ICAO: MUCC) là một sân bay ở đảo Cayo Coco, tỉnh Ciego de Ávila, Cuba. Sân bay này được khai trương ngày 26 tháng 12 năm 2002. Đây là sân bay duy nhất ở Cuba có sự tham gia quản lý của Aena, một công ty Tây Ban Nha quản lý 47 sân bay ở Tây Ban Nha, 12 ở México và 3 ở Colombia.  

## Các hãng hàng không và các tuyến điểm
- Aerocaribbean (La Habana)
- Aerogaviota (La Habana, Varadero, Santiago de Cuba)
- Air Canada (Halifax, Montreal, Toronto-Pearson)
- Air Transat (Montreal, Toronto-Pearson)
- Blue Panorama Airlines (Milan-Malpensa)
- CanJet (Montreal, Quebec City)
- Cubana de Aviación (La Habana, Montreal, Toronto-Pearson)
- Condor Airlines (Frankfurt, Munich)
- Corsairfly (Paris-Orly)
- First Choice Airways (Manchester (UK))
- Skyservice (Halifax, Montreal, Ottawa, Toronto-Pearson)
- Sunwing Airlines (Halifax, Montreal, Quebec City, Toronto-Pearson)
- Thomas Cook Airlines (London-Gatwick, Glasgow-Internationl [bắt đầu ngày 30 tháng 6 năm 2009], Manchester (UK))
- WestJet (Ottawa, Toronto-Pearson)